# 프랜시스 플레이스

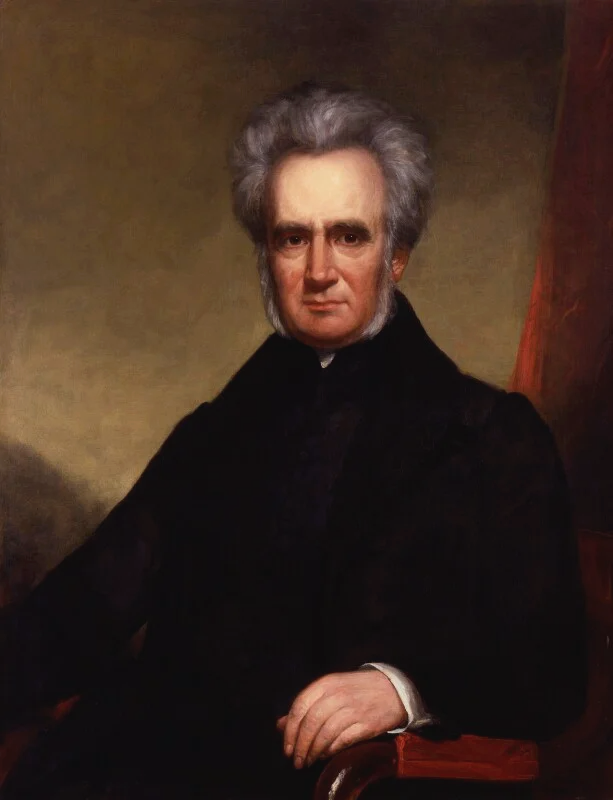

프랜시스 플레이스(Francis Place, 1771년 11월 3일 ~ 1854년 1월 1일)는 영국의 사회 개혁가였다.
재단사로 일하던 플레이스는 1793년 가죽바지 제조업자들의 파업에 연루되어 결국 그 지도자가 되었다. 이로 인해 런던의 양복점들로부터 몇 년 동안 작업을 거부당했고, 그 시간을 독서에 이용했다. 그는 계속해서 다른 개혁자들의 자문을 받으며 향후 40년 동안의 개혁주의 활동에 폭넓게 참여했다. 1794년 개혁주의 단체인 런던 통신 협회(London Corresponding Society)에 참여하였고 제임스 밀, 제러미 벤담 등 급진주의자들과 알고 지냈다. 1820년대에는 맬서스주의자가 되어 인구 증가가 식량난을 초래할 것이라 믿고 피임법을 적극 옹호하였다. 1824년에는 조셉 흄과 함께 로비를 통해 1799년 도입된 집회금지법을 폐지시켜 노동조합에 의한 파업 활동의 법적 장애물을 없앴다.